# Universitatea din Köln

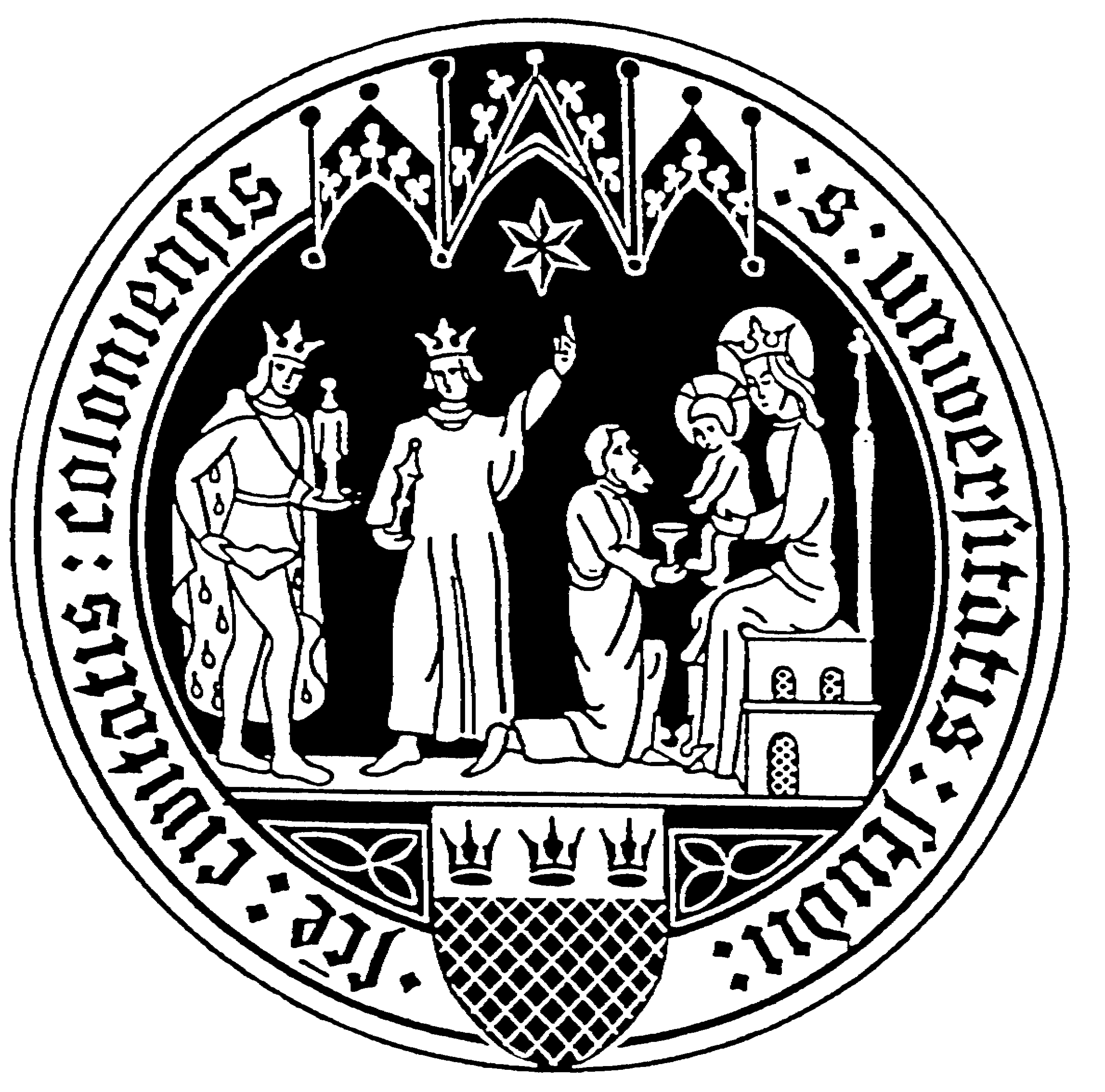
Universitatea din Köln

Universitatea din Köln (germană Universität zu Köln) sau pe scurt Uni Köln este o instituție de învățământ superior și cercetare din landul Renania de Nord-Westfalia, Germania. Universitatea a luat ființă în anul 1388, fiind printre cele mai vechi universități din Europa. Ea a fost închisă în anul 1798 de administrația franceză în timpul lui Napoleon. Noua universitate a fost redeschisă în anul 1919, ea a luat ființă după Primul Război Mondial ca urmare a pierderii Universității imperiale Wilhelm din Strasbourg (Alsacia). Universitatea a avut în anul 2009/2010, în semestrul de iarnă 45.000 de studenți, ea fiind una dintre cele mai mari universități din Germania.

## Facultăți
| Facultate                     | Studenți1) | din care doctoranzi2) | Anul în care a luat ființă |
| Economie și științe economice | 8.806      | 609                   | 1919                       |
| Medicină                      | 3.246      | 262                   | 1919                       |
| Drept                         | 5.213      | 1.232                 | 1920                       |
| Filozofie                     | 14.746     | 1.231                 | 1920                       |
| Matematică, științe naturale  | 6.483      | 800                   | 1955                       |
| Umană                         | 5.788      | 560                   | 2007                       |
| Total                         | 44.282     | 4.694                 |                            |

## Premii Nobel
Studenți sau profesori de la Universitatea din Köln, laureați ai premiului Nobel:
- Kurt Alder, în 1950 – Premiul Nobel pentru Chimie
- Peter Grünberg, în 2007 – Premiul Nobel pentru Fizică

## Cetățeni de onoare
- Konrad Adenauer (1925)
- Schwester Ignatia (geb. Gräfin Spee) (1925)
- Paul von Hindenburg (1926)
- Christian Eckert (1926)
- Friedrich Moritz (1935)
- Balbino Giuliano (1938)
- Anton Waldmann (1938)
- Viktor Rolff (1938)
- Heinrich Ritter von Srbik (1938)
- Karl Haus (1950)
- Robert Pferdmenges (1955)
- Josef Kroll (1956)
- Christine Teusch (1963)
- Leopold von Wiese und Kaiserswaldau (1965)
- Theo Burauen (1969)
- Karl Carstens (1984)
- Hermann Jahrreiß (1984)
- Kurt Hansen (1988)

## Senatori de onoare
- Eugen Schmalenbach (1953)
- Ernst Schwering (1956)
- Max Adenauer (1965)
- Heinrich Brüning (1965)
- Hermann Pünder (1967)
- Friedrich Carl Freiherr von Oppenheim (1975)
- John van Nes Ziegler (1980)
- Alfred Freiherr von Oppenheim (2004)
- Heinrich Haake (1934)
- Fritz Schramma (2011)

## Absolvenți renumiți
- Manuel Andrack (* 1965), redactor, moderator
- Gerhart Baum (* 1932), jurist
- Mark Benecke (* 1970), microbiolog
- Theo Breuer (* 1956), este un scriitor, redactor, editor
- Klaus vom Bruch (* 1952), artist
- Wolfgang Bosbach (* 1952), politician (CDU)
- Peter Grünberg (* 1939), premiu Nobel  (2007)
- Marion von Haaren (* 1957), jurnalist
- Britta Heidemann (* 1982), campion olimpic
- Jan Hofer (* 1952), jurnalist
- Klaus Laepple (* 1939), sportiv
- Hera Lind (* 1957), scriitor
- Karolos Papoulias (* 1929), președinte grec
- Richard David Precht (* 1964), filozof, scriitor, scenarist
- Michael Radtke (* 1946), jurnalist
- Fritz Schramma (* 1947), fost primar în Köln
- Hans Sennholz (1922–2007), economist
- Marietta Slomka (* 1969), jurnalist
- Ulrich Walter (* 1954), profesor universitar
- Anne Will (* 1966), jurnalist
- Alfred Herrhausen (1930–1989), bancher
- Wolfgang Grupp (* 1942), om de faceri (Trigema)
- Heinrich Freiherr von Stackelberg (1905–1946), economist